# Afrikaanse koekoekswouw

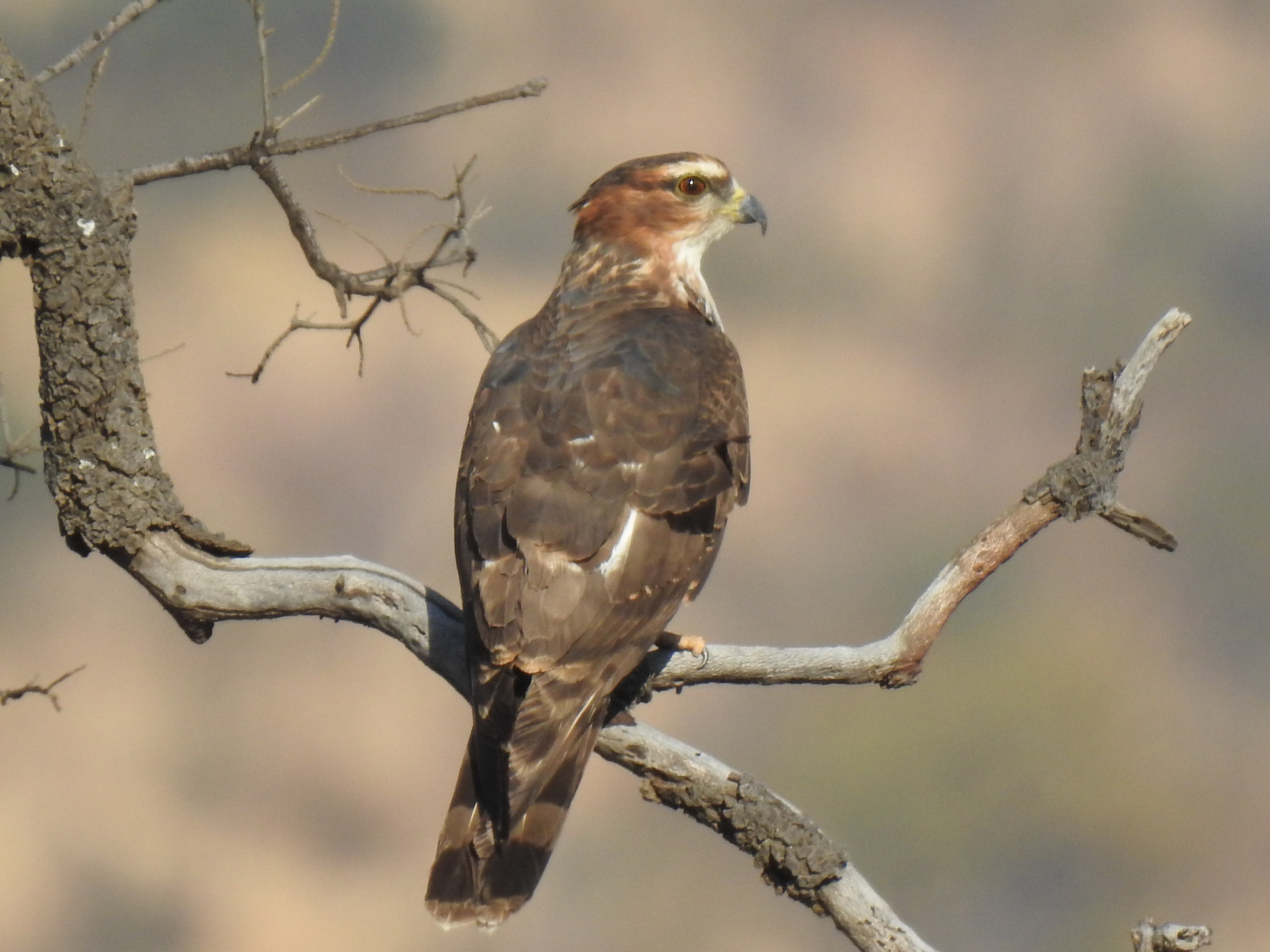
Afrikaanse koekoekswouw

De Afrikaanse koekoekswouw (Aviceda cuculoides) is een vogel uit de familie van de havikachtigen (Accipitridae).

## Verspreiding en leefgebied
Deze soort komt voor in westelijk, centraal, het zuidelijke deel van Centraal-en zuidoostelijk Afrika en telt drie ondersoorten:
- A. c. cuculoides: van Senegal tot zuidwestelijk Ethiopië en noordelijk Congo-Kinshasa.
- A. c. batesi: van Sierra Leone tot Oeganda en noordelijk Angola.
- A. c. verreauxii: van oostelijk Angola tot Oeganda en Zuid-Afrika.

## Status
De grootte van de populatie is in 2001 geschat op minimaal 10 duizend vogels. Op de Rode lijst van de IUCN heeft deze soort de status niet bedreigd.